# Pine Point (Territoires du Nord-Ouest)
Pour les articles homonymes, voir Pine Point.
Pine Point est une ancienne ville des Territoires du Nord-Ouest au Canada. Elle est développée autour de la mine de Pine Point ouverte en 1966 et fermée en 1987.

## Géographie
La ville est située à environ 10 km au sud du Grand Lac des Esclaves et à 87 km à l'est de Hay River. On retrouve au sud de la ville, le parc national Wood Buffalo.

## Histoire

### Érection de la ville
Quelques explorations minières sont effectuées dans la région vers 1896 et 1929. Ce sont les travaux d'exploration de 1948 qui pousseront toutefois la compagnie Cominco à développer un mine au sud du Grand Lac des Esclaves. On crée donc la compagnie Pine Point Mines en 1951 afin d'y exploiter les gisements de plomb et de zinc. On considère alors le gisement de Pine Point comme étant le plus important connu au Canada.
La construction de la ville et de la mine débute en 1962. Le gouvernement canadien construit donc un chemin de fer entre Roma (située près de Grande Prairie en Alberta) et Pine Point entre 1963 et 1965. On commence la production minière vers 1964-1965. La ville est également desservie par la Fort Smith Highway (en) et par un aéroport.

### 1965-1987
La ville croît rapidement. En moins 15 ans, on atteint plus de 1 500 habitants. On ne cherche pas à avoir une simple installation pour travailleurs, on développe une nouvelle ville avec différentes installations et où l'on retrouve des familles, des commerces et des écoles.
La population cesse de croître à la fin des années 1970. Dès 1983, la compagnie annonce une fermeture prochaine de la mine, diminuant l'explosion démographique. On remarque une importante croissance de problèmes sociaux après l'annonce de la fermeture.

### Fermeture de la ville
En 1987, on annonce la fermeture de la mine en raison de la chute des prix mondiaux du zinc et du plomb, de l'épuisement des réserves de minerai et de l'éloignement des marchés, bien que la mine fût reliée par voie ferrée au réseau principal du Canadien National.
En mars 1987, le gouvernement canadien a pris un certain nombre d'engagements à la suite de la fermeture de la mine de Pine Point et, conséquemment, de la ville de Pine Point. On ordonne la fermeture de la ville pour le 1er septembre 1988. La majorité des maisons ont été vendues et déplacées dans des villes avoisinantes. Lors du recensement de 1986, on y comptait 1 560 habitants.

## Installations
La ville comprenait plusieurs installations, notamment :
- École secondaire Matonabbee (brûlée le 1er février 1980)
- Clinique médicale
- Commerces
- Églises catholiques et protestantes
- Aréna et centre de curling
- Terrain de golf 9 trous